# Megaselia wickenensis
Megaselia wickenensis är en tvåvingeart som beskrevs av Ronald Henry Lambert Disney 2000. Megaselia wickenensis ingår i släktet Megaselia och familjen puckelflugor. Inga underarter finns listade i Catalogue of Life.